# 領家村 (岐阜県揖斐郡)
領家村（りょうけむら）は、かつて岐阜県揖斐郡にあった村。
現在の大野町西部（領家）に該当する。
領家村発足時は大野郡であったが、郡の合併により揖斐郡の村となっている。

## 歴史
- 1875年（明治8年）7月 - 南領家村と北領家村が合併し、領家村となる
- 1889年（明治22年）7月1日 - 町村制により、改めて領家村発足。
- 1897年（明治30年）4月1日[2] - 大野郡の一部と池田郡が合併して揖斐郡となる。
- 1897年（明治30年）4月1日 - 公郷村、大衣斐村、小衣斐村と合併し鶯村が発足。同日領家村廃止。